# 小行星2525
小行星2525（2525 O'Steen）是一颗围绕太阳公转的小行星。1981年11月2日，布萊恩·A·史基夫在可可尼诺县发现了此天体。
該小行星以史基夫的母親瑪麗·伊莉莎白·歐斯坦·史基夫（Mary Elizabeth O'Steen Skiff）命名。
这颗小行星的绝对星等为284.53557等。